# آندریاس هانش-اولسن
آندریاس هانش-اولسن (انگلیسی: Andreas Hanche-Olsen؛ زادهٔ ۱۷ ژانویهٔ ۱۹۹۷) بازیکن فوتبال اهل نروژ است.
از باشگاه‌هایی که در آن بازی کرده است می‌توان به باشگاه فوتبال استابک اشاره کرد.
وی همچنین در تیم‌های ملی فوتبال زیر ۱۶ سال، زیر ۲۱ سال و بزرگسالان نروژ بازی کرده است.